# Thai Binh (provincie)
Thai Binh (vietnamsky Thái Bình) je provincie na severu Vietnamu. Žije zde přes 1,7 milionu obyvatel, hlavní město je Thai Binh.

## Geografie
Provincie leží na severu Vietnamu v deltě Rudé řeky. Sousedí s provinciemi Nam Dinh, Ha Nam, Hung Yen, Hai Duong a Hai Phong.